# 비디오 캡처
비디오 캡처(video capture)는 비디오 카메라, DVD 플레이어 또는 TV 튜너에서 생성된 것과 같은 아날로그 비디오 신호를 디지털 영상으로 변환하고 이를 로컬 저장소나 외부 회로로 보내는 프로세스이다. 결과적인 디지털 데이터는 디지털 비디오 스트림, 더 흔히 간단히 비디오 스트림이라고 한다. 응용 프로그램에 따라 비디오 스트림은 컴퓨터 파일로 기록되거나 비디오 디스플레이로 전송되거나 둘 다로 전송될 수 있다.
초기 16비트 ISA 캡처 카드는 90년대 초반에 등장했다. 이러한 카드는 비디오 포 윈도우 패키지의 일부로 VIDCAP에서 지원되었다. 초기 프로세서는 초당 최대 15프레임을 얻으려면 더 많은 로직이 필요했기 때문에 하나의 초기 카드는 두 개의 카드를 샌드위치로 만든 것이다.
PCI 캡처 카드는 초당 30프레임을 제공했다. 이 카드는 VHS 테이프 등의 캡처도 처리할 수 있었지만 VHS 이미지 품질이 좋지 않아 결국 디지털 카메라가 등장할 때까지 많은 사람들이 새로운 비디오 카메라를 채택했다. 디지털 카메라에서 비디오를 캡처하면 DVD 품질보다 뛰어난 결과를 얻을 수 있다.

## 장치
아날로그 비디오 소스에서 비디오를 캡처하려면 특수 전자 회로가 필요하다. 시스템 수준에서 이 기능은 일반적으로 전용 비디오 캡처 장치(video capture device)에 의해 수행된다. 이러한 장치는 일반적으로 집적 회로 비디오 디코더를 사용하여 수신 비디오 신호를 표준 디지털 비디오 형식으로 변환하고 추가 회로를 사용하여 결과 디지털 비디오를 로컬 저장소나 비디오 캡처 장치 외부 회로 또는 둘 다로 전달한다. 장치에 따라 결과 비디오 스트림은 컴퓨터 버스(예: PCI/104 또는 PCIe) 또는 USB, 이더넷 또는 와이파이와 같은 통신 인터페이스를 통해 외부 회로로 전달되거나 장치 자체(예: 디지털 비디오 레코더)의 대용량 저장 메모리에 저장될 수 있다.

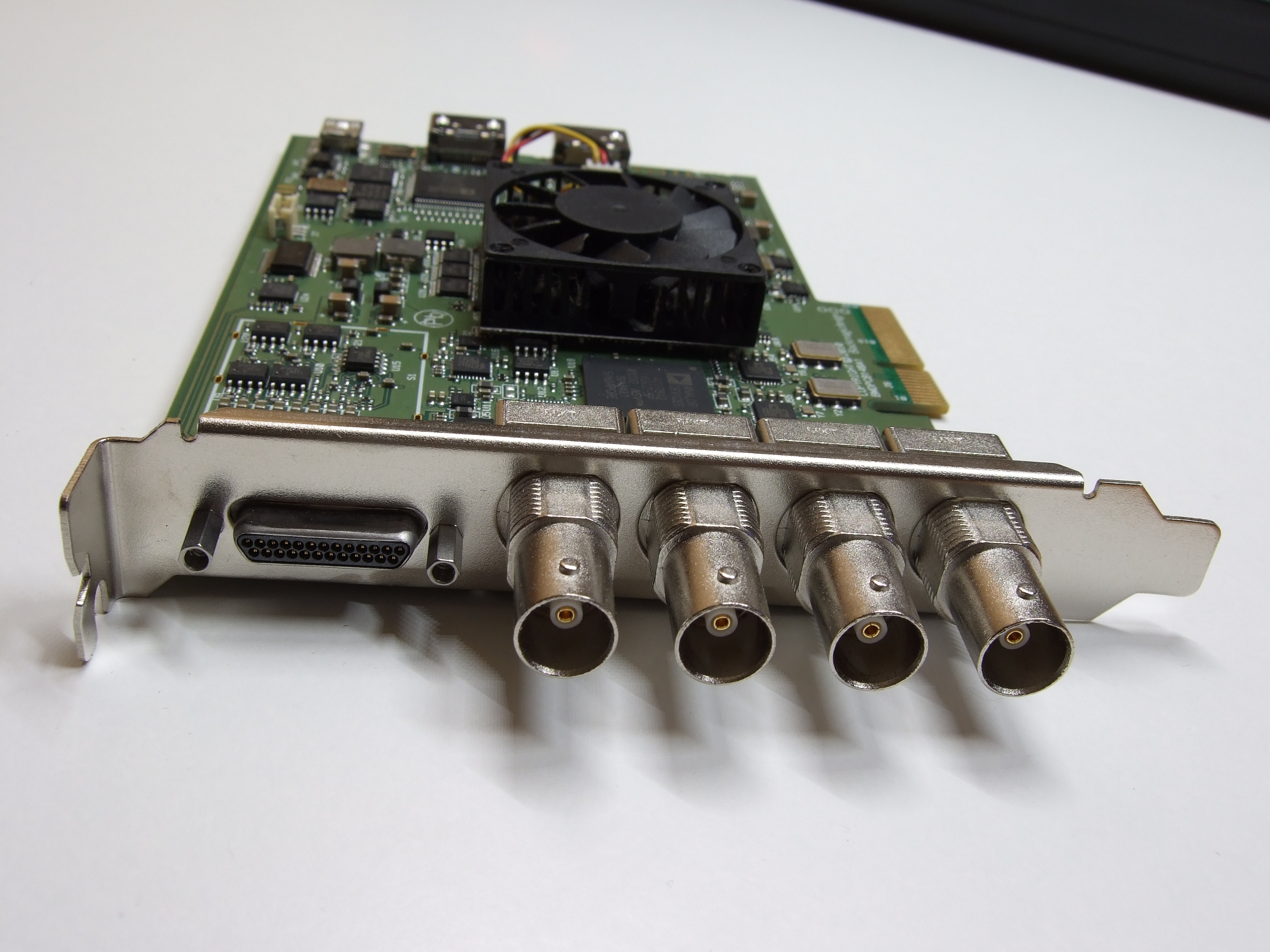
PCIe용 듀얼 링크 3Gb/s SDI 비디오 캡처 카드(Blackmagic Design DeckLink HD Extreme 3D)
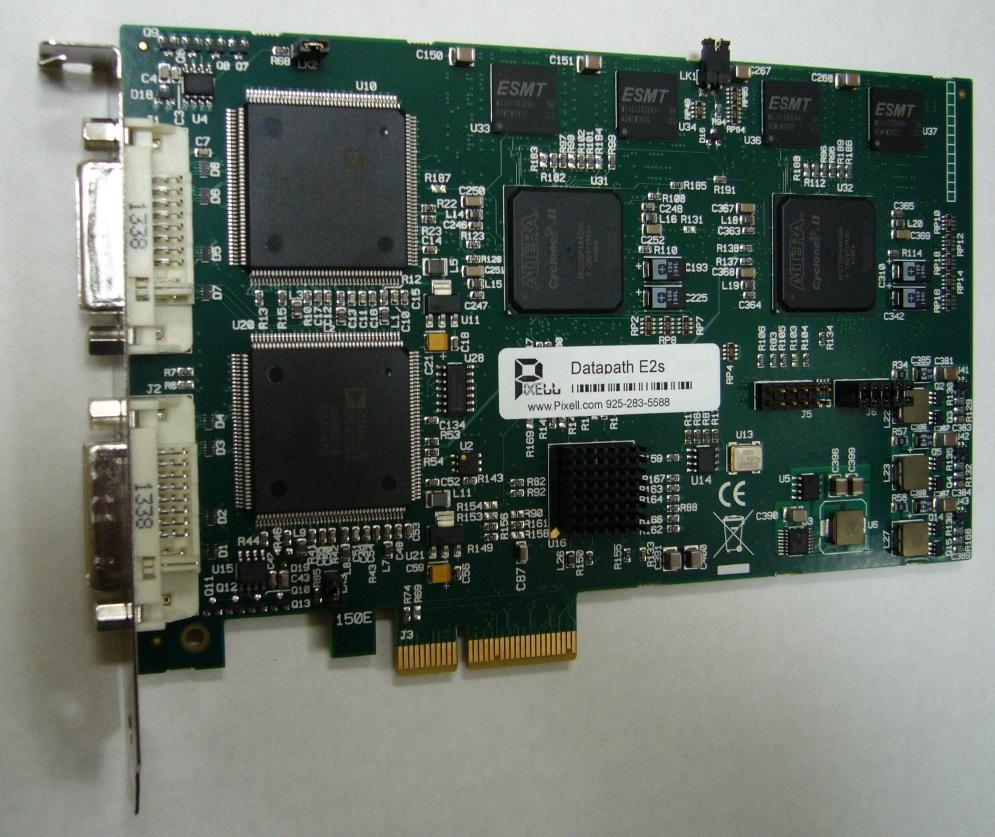
PCIe 2포트 HDMI 비디오 캡처 카드(Datapath VisionRGB-E2s)
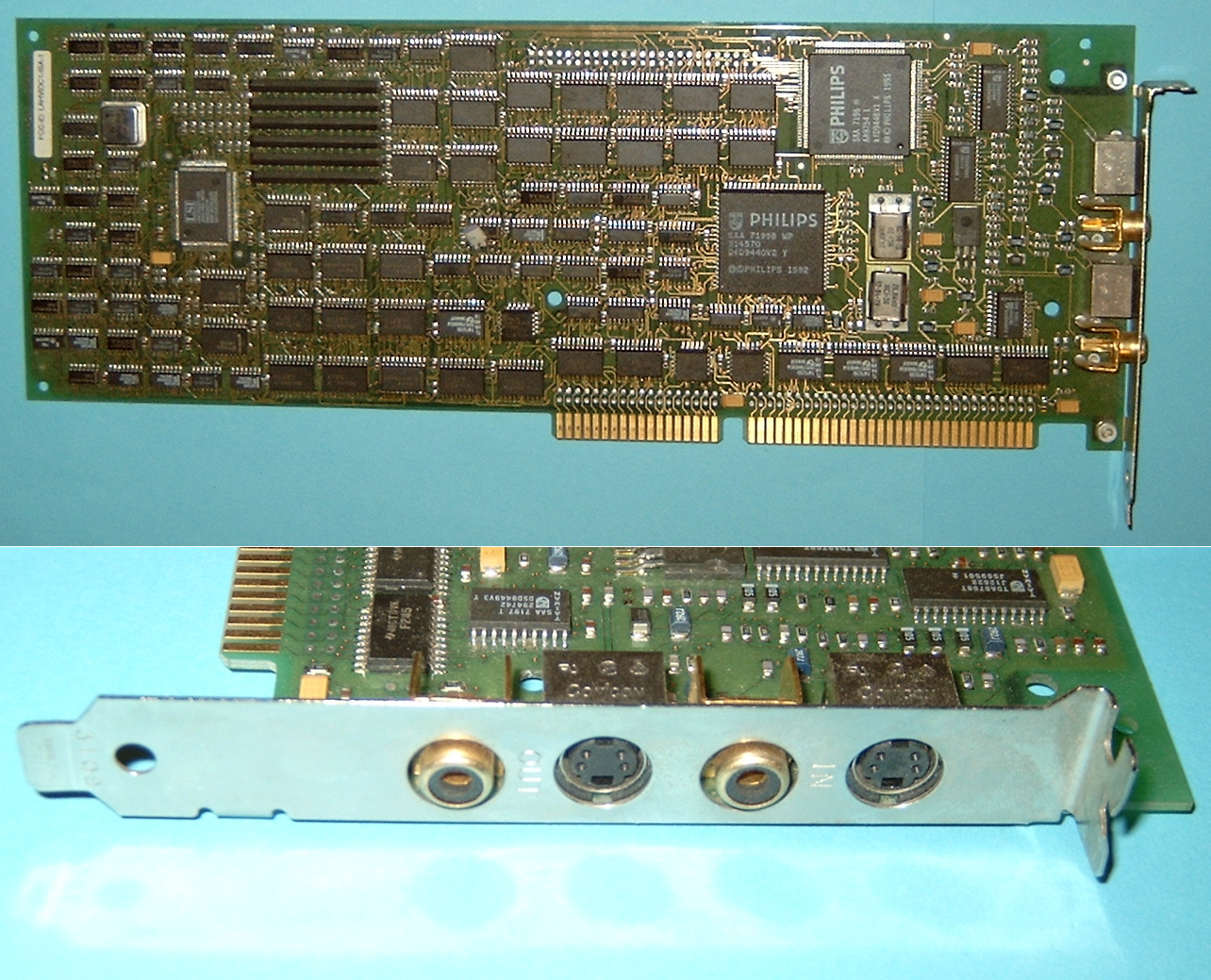
ISA 아날로그 비디오 캡처 카드
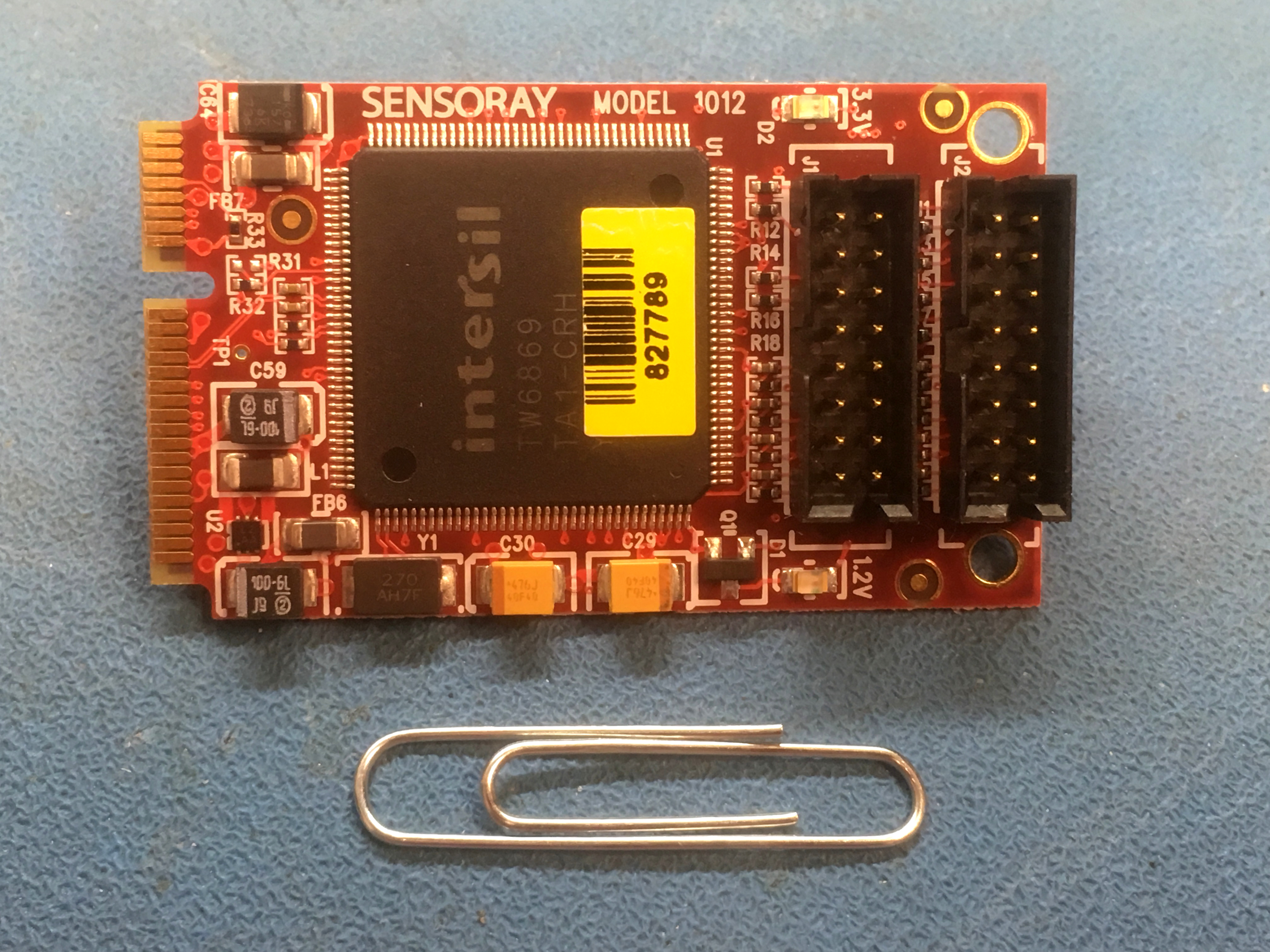
8개의 비디오 및 8개의 오디오 신호를 동시에 캡처하는 미니 PCIe 카드(Sensoray 1012)
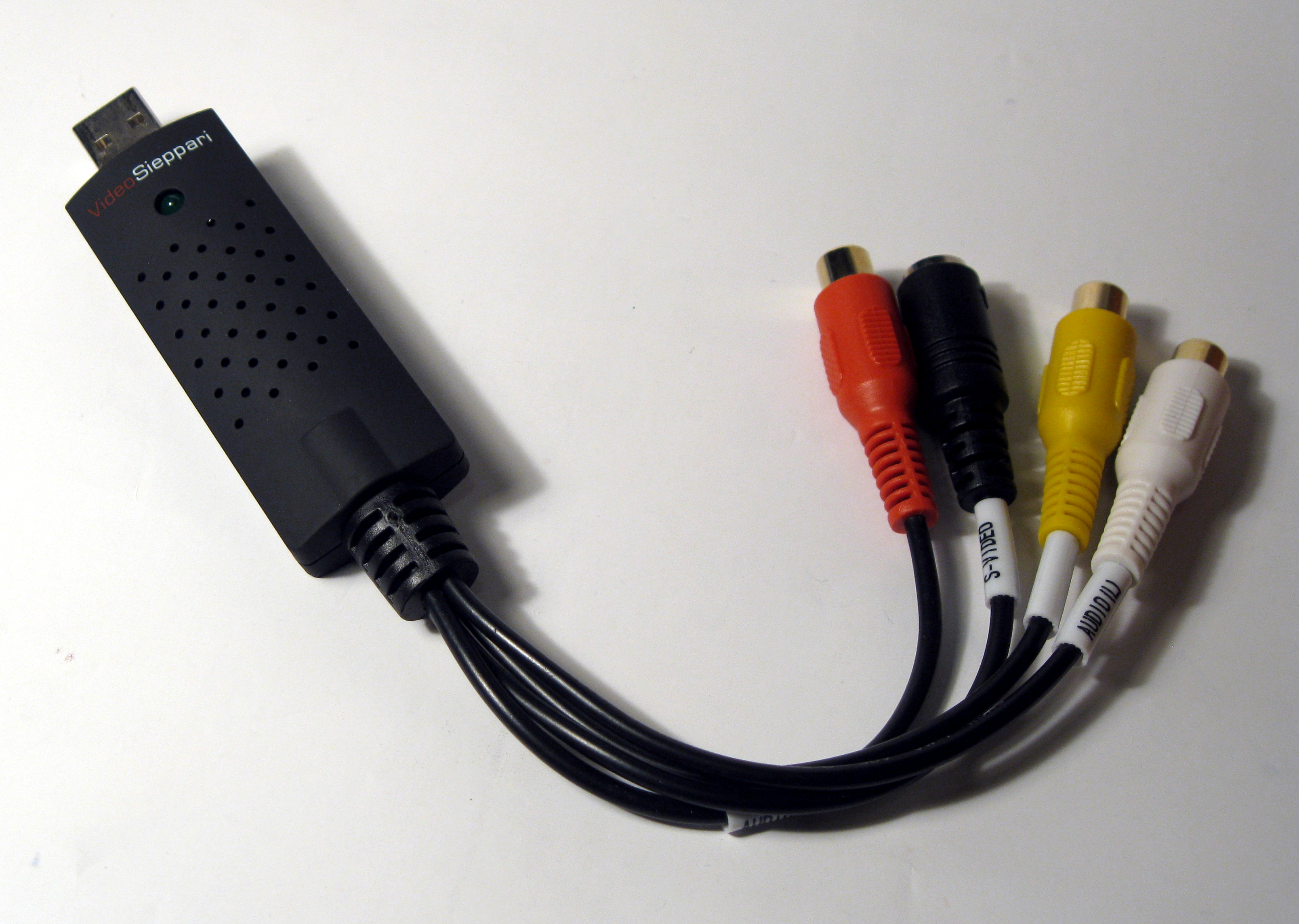
저렴한 소비자 등급 USB 오디오/비디오 캡처 장치(Reddo Videosieppari)

## 같이 보기
- TV 수신 카드